# 陳永明 (音樂人)
陳永明（英語：Leo Chan Wing Ming，1963年—），香港唱片監製及音樂總監，在1980年代開始從事錄音師工作，其後加入寶麗金唱片公司擔任錄音師，在1980年代後期開始參與唱片監製工作，1990年首次獨立監製音樂專輯，在1990至1996年間主要擔任歌手黎明、周慧敏的唱片及歌曲監製，負責為歌手挑選合適的歌曲、進行錄音工作及唱片製作，此外亦曾經擔任歌唱比賽評判，2002年開始任職英皇娛樂集團音樂總監。

## 監製作品
下表列出陳永明獨立監製的音樂作品：
- 《黎明》（1990年7月）
- 《情歸何處》（1990年10月）
- 《親近你》（1991年1月）
- 《是愛、是緣》（1991年6月）
- 《妳最喜歡的歌》（1991年6月）
- 《我的感覺》（1991年11月）
- 《Stay with Me》（1992年2月）
- 《但願不只是朋友》（1992年6月）
- 《傾城之最》（1992年9月）
- 《I Love You OK?》（1992年12月）
- 《我的另一半》（1993年3月）
- 《夏日傾情》（1993年6月）
- 《最愛》（1993年9月）
- 《周慧敏·新曲+精選》（1993年12月）
- 《夢幻古堡》（1993年12月）
- 《成長》（1994年4月）
- 《天地情緣》（1994年7月）
- 《情緣 新曲+精選》（1994年10月）
- 《紅葉落索的時候……》（1994年11月）
- 《火舞艷陽》（1994年12月）
- 《多一點愛戀》（1995年5月）
- 《天地豪情》（1995年5月）
- 《夢、追踪》（1995年11月）
- 《DNA出錯？》（1997年）
- 《嚮往》（1998年）

## 獎項
下表列出陳永明曾經獲得的獎項：
- 1989年度第十二屆十大中文金曲頒獎音樂會：最佳唱片監製獎《永遠是你的朋友》[6]
- 1989年度十大勁歌金曲頒獎典禮：最佳歌曲監製獎《千千闋歌》[7]

## 外部連結
- Leo陳永明的騰訊微博[]